# Cosmarium auriculatum
Cosmarium auriculatum  là một loài Song tinh tảo trong họ Desmidiaceae, thuộc chi Cosmarium.